# San Gennaro dei Poveri
San Gennaro dei Poveri bivši je samostan i crkveni kompleks, kasnije pretvoren u bolnicu za siromašne, smješten na adresi Via San Gennaro dei Poveri 25 u četvrti Rione Sanità, u gradu Napulju, Italija. Izduženi kompleks uzdiže se prema Capodimonteu, koji leži južno od kupolaste bazilike dell'Incoronata Madre del Buon Consiglio.

## Povijest
Izvorno se na tom mjestu nalazila paleokršćanska crkva, navodno podignuta na mjestu starorimskog hrama posvećenog Vulkanu. Navodno je tadašnji napuljski biskup, kasnije sveti Sever Napuljski (umro 409.), prenio štovane relikvije svetog Januarija u crkvu sv. Januarija izvan zidina (tal. Basilica di San Gennaro fuori le mura) koja se nalazi na najsjevernijem uglu kompleksa.:str. 312. Tijekom sljedećih stoljeća te su se relikvije dijelile i selile sve dok navodno nisu bile sakupljene u katedrali sv. Januarija u središtu Napulja.
Početkom 9. stoljeća ovdje je pod upravom nadbiskupa Atanazija I. osnovan benediktinski samostan s pridruženom bolnicom. Napuljski nadbiskup i vojvoda iz kasnog 9. stoljeća, Atanazija Napuljskog, prenio je tijelo svog strica i imenjaka iz opatije Montecassino u ovu crkvu.:str. 312., 313. Do 15. stoljeća, nesuglasice unutar samostana dovele su do njegovog raspuštanja, a 1468. godine kardinal Oliviero Carafa formulirao je zgradu u bolnicu koju su financirala različita susjedstva. Nakon kuge 1656. bolnica je proširena i do 1669. potkralj Pietro Antonio od Aragona, nastojeći premjestiti veći dio siromašnih hendikepiranih pojedinaca (tal. arcattoni) izvan gradskog središta, preuredio bolnicu u dom za siromahe.:str. 313.
Kao takav, San Gennaro dei Poveri bio je prvi hospicij za siromašne u Napulju, i ostao je glavno takvo mjesto sve do 1750-ih, kada je izgrađen mnogo ambiciozniji projekt Kraljevskog hospicija za siromašne. San Gennaro još uvijek funkcionira kao bolnica.

## Arhitektura
Uska četverokatna fasada, koja se uzdiže preko puta Parco di San Gennaro, s nišama ispunjenim kipovima iznad velikog zaobljenog portala vodi u izduženo dvorište okruženo paralelnim krilima. Pročelni kipovi, uključujući i one svetog Petra i svetog Januarija koje je izradio Cosimo Fanzago. Na sjevernom kraju dvorišta nalazi se nekadašnja crkva San Gennaro extra Moenia. Nekadašnja crkva sada se koristi za izložbe.

## Vanjske poveznice
|  | Zajednički poslužitelj ima još gradiva o temi San Gennaro dei Poveri |